# Portret mnicha (obraz Aleksandra Kotsisa)
Portret mnicha – obraz olejny (portret) namalowany przez polskiego malarza Aleksandra Kotsisa w 1870 roku.
Obraz przedstawia starego mnicha czytającego biblię.
Obraz znajduje się w zbiorach Muzeum Narodowego w Gdańsku.